# Herb gminy Wydminy
Herb gminy Wydminy – symbol gminy Wydminy, ustanowiony 29 grudnia 2001.

## Wygląd i symbolika
Herb przedstawia na tarczy w polu błękitnym złotą łódź z białym żaglem, w niej stojącą czaplę srebrną, a pod nią dwie srebrne linie faliste.